# Кайгытгынваям
Кайгытгынваям — река в России, на северо-востоке Камчатки. Протекает по территории Олюторского района Камчатского края.
Длина реки — 25 км. Берёт исток из небольшого горного озера Кайгытгын, западнее горы Зубчатая, протекает в юго-западном направлении до впадения в Берингово море (лиман Кайгытгынваям). Имеет горный характер, скорость течения в ущелье 2 м/с.
Название в переводе с корякского — «река маленького озера».

## Данные водного реестра
По данным государственного водного реестра России относится к Анадыро-Колымскому бассейновому округу.
Код объекта в государственном водном реестре — 19060000212120000002150.